# Astrapia splendidissima
La ave del paraíso espléndida o la Astrapia Espléndida (Astrapia splendidissima) es una especie del género de Astrapia, perteneciente a la familia Paradisaeidae, y uno de los menos conocidos y más escurridizos de su familia y género.

## Taxonomía y Subespecies
La ave del paraíso espléndida tiene dos subespecies aceptadas: A. s. splendidissima e A. s. helios. Se propone un tercer taxón, A. s. elliottsmithorum, aunque no es característicamente diferente de la raza helios para justificar la separación subespecífica, y generalmente se considera sinónimo de helios. Dentro del género Astrapia, el espléndido está más relacionado con el Ave del Paraíso de Las Arfak (Astrapia nigra) que con sus congéneres.

## Etimología
El nombre genérico del ave del paraíso espléndida es Astrapia, que es de la palabra ¨Astraipios¨, que significa relámpago o resplandor, refiriéndose al brillante plumaje iridiscente de las Astrapias. Su nombre específico, ¨splendidissima¨, significa ¨más espléndido¨, refiriéndose de nuevo a los espléndidos colores de esta particular especie. En el pasado, la ave del paraíso espléndida ha sido colocada en su propio género (aunque muy brevemente), Calastrapia, que significa “hermosa astrapia”. El nombre específico de su subespecie, helios, simplemente significa "sol", probablemente refiriéndose a su iridiscencia.

## Descripción

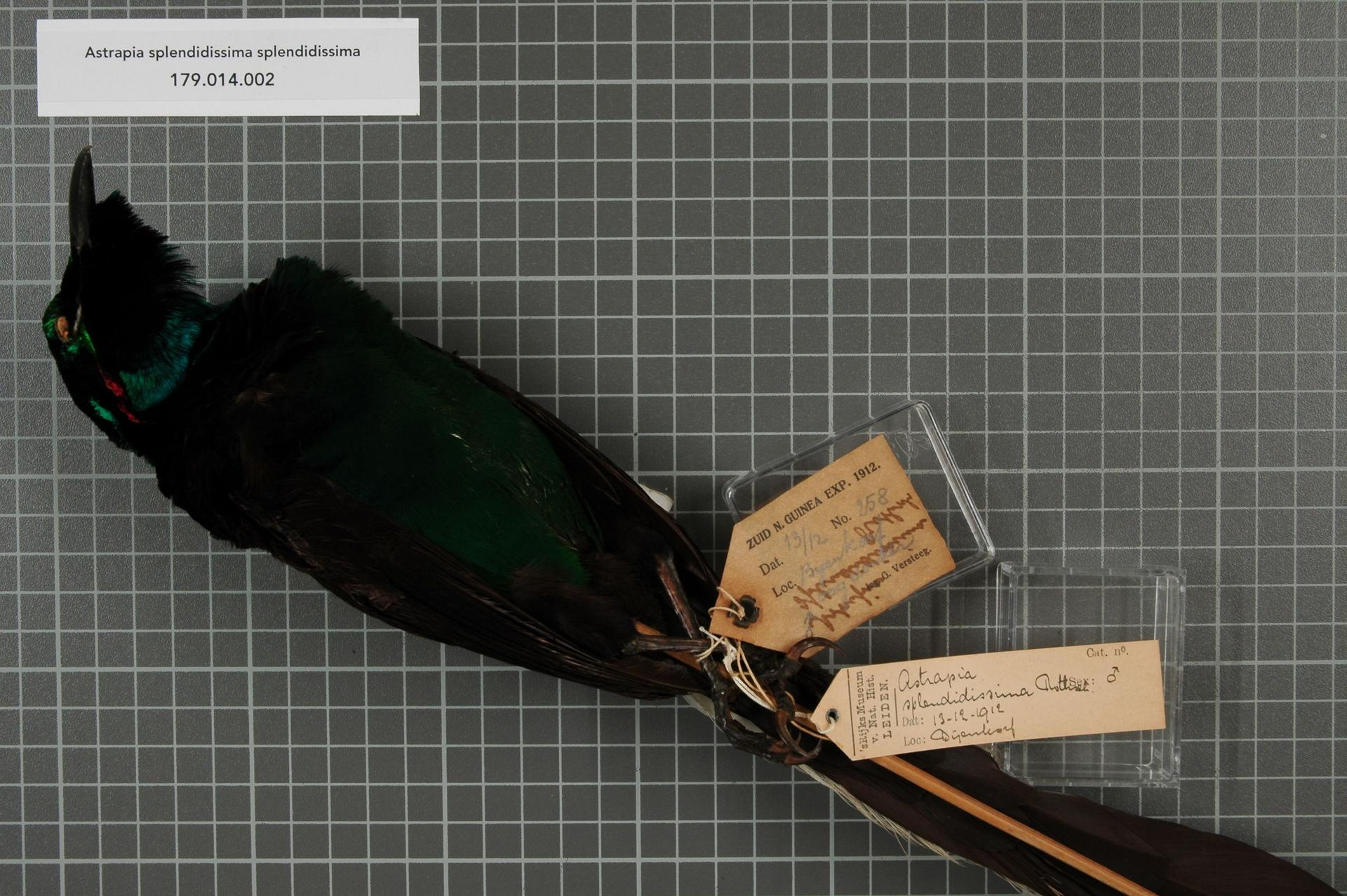
Espécimen de un macho A. s. splendidissima del Centro de Biodiversidad Naturalis. Tenga en cuenta la barbilla y la garganta de color verde azulado iridiscente brillante.

La Ave del Paraíso Espléndida es una especie de ave del paraíso de tamaño medio, y es el miembro más pequeño del género Astrapia, con machos que promedian aproximadamente 39 cm (alrededor de 15 pulg), las hembras ligeramente más pequeñas que llegan a 37 cm (14,6 pulg). Los machos probablemente tengan el plumaje más iridiscente de la familia Paradisaeidae. La cabeza del macho al manto es una brillante luz iridiscente verde azulado a amarillo verde, mientras que la garganta del mentón es más de una turquesa metalizada a verde brillante, dependiendo de la iluminación. Debajo de la garganta hay un gorgojo rojo-copioso que se aganta a medida que se mueve hacia arriba por el lado del pecho, hasta los ojos. El resto de las partes inferiores son de un verde oscuro sedoso, excepto las cubiertas de cola inferior, que es más de un color marrón claro. Las partes superiores, como las alas y la espalda, son de color marrón a marrón oscuro. La cola relativamente larga está compuesta por dos largos penachos blancos con puntas de espátulas negras con una iridiscencia violeta, y las plumas debajo son negras. La hembra drabber tiene una cabeza de color marrón oscuro a negruzco, alas y espalda más ligeras y oscuras, partes inferiores de color marrón claro oscuro con restricción pesada y una cola similar a la del macho, pero sin punta espatulada y una cantidad mucho más reducida de blanco en la cola superior. La subespecie helios es más grande que la de splendidissima, el macho tiene una corona más azul que amarillo-verde, y puntas espatuladas más grandes en las dos plumas centrales más largas, y la hembra tiene partes superiores más oscuras. Tienen ojos de color oscuro, patas y pico de color gris plomo, y garras de color gris oscuro.

### Sonidos
Al igual que la mayoría de los miembros de su familia, las espléndidas astrapias hacen sus propias vocalizaciones únicas, aunque excéntricas. Una nota de ¨tik to keet¨ muy distinguible, similar a un insecto es producida por las aves con velocidad variable, y la porción de keet suena como un breve silbato; sin embargo, también hacen craks de rana, gañidos compuestos de notas de ¨wroo-wree woo¨, y simples “teeks” y “toks”.

## Distribución y hábitat
La ave del paraíso espléndida, al igual que la mayoría de los demás aves del paraísos , es nativa de los bosques tropicales montanos y subalpinos medios y superiores, de los bordes de los bosques y del crecimiento secundario; 1750–3450 m, principalmente 2100-2700m. Su distribución está confinada en gran parte a las tierras altas centrales y occidentales de Nueva Guinea, con la raza nominada ,splendidissima, que se encuentra desde las montañas de Weyland hasta los lagos de Paniai, y la raza, helios, nativa que se encuentra al este de los lagos de Paniai hasta la cordillera Hindenburg, e posiblemente a la gama de Victor Emanuel.